# Lordelo (Guimarães)
Lordelo es una freguesia portuguesa del concelho de Guimarães, con 4,90 km² de superficie y 4.641 habitantes (2001). Su densidad de población es de 947,1 hab/km².